# Xã 12, Quận Rooks, Kansas
Xã 12 (tiếng Anh: Township 12) là một xã thuộc quận Rooks, tiểu bang Kansas, Hoa Kỳ. Năm 2010, dân số của xã này là 154 người.